# Таун-холл Берика
Таун-холл Берика (англ. Berwick Town Hall) — историческое административное здание в Бервик-апон-Твид, Англия, Великобритания. Таун-холл, бывшая штаб-квартира Совета боро Берик-апон-Твид, является памятником архитектуры I класса.

## История
Нынешнее здание располагается на месте более раннего таун-хауса (толбута), построенного в конце XIII века. Таун-хаус был перестроен в конце XVI века, а затем ещё раз в 1669 году. Ланселот Эррингтон, мореплаватель, известный захватом Линдисфарна во время восстания якобитов в 1715 году, после ареста содержался в Берикском таун-хаусе вместе со своим племянником в октябре 1715 года, но им удалось выбраться из здания по туннелю, сбежать, и впоследствии они были помилованы. Таун-хаус был снесён в 1750 году, чтобы облегчить строительство восточной части нынешнего здания.
Строительство нового здания, которое предпринял местный строитель Джозеф Доддс, началось с западной части в 1754 году. Оно было спроектировано Сэмюэлем и Джоном Уорреллами в неоклассическом стиле, и после завершения строительства восточной части оно открылось как Таун-холл Берика в 1760 году. Проект включал симметричный главный фасад, обращенный на запад вдоль Мэригейт; он представлял собой портик с четырьмя колоннами, к которому ведёт лестница, с колоннами тосканского ордера, поддерживающими фриз с надписью «Finished MDCCLIV William Temple Esq, Mayor» (с англ. — «Завершен в MDCCLIV году. Уильям Темпл, эсквайр, мэр») и фронтоном сверху, на котором изображён герб боро; историк архитектуры Николаус Певзнер охарактеризовал монументальный портик как «ванбруанский». Над портиком возвышалась беффруа высотой 46 м (150 футов) и часовая башня с флюгером, выполненная по проекту, аналогичному лондонской церкви Святого Мартина «что в полях». В 1754 году колокола старого таун-хауса были переплавлены Томасом Листером и Томасом Рэчем из Лондона в новый набор из восьми колоколов и установлены на башне вместе с новыми часами (которые отбивали четверти на тремя колоколами).
Внутри основным помещением был актовый зал на первом этаже: в восточной части имелось венецианское окно, и помещение использовалось, среди прочего, для судебных Квартальных сессий. На том же этаже располагалась отдельная палата Совета, комната для комитетов и офисы. На верхнем этаже были созданы тюремные камеры. Подвальный этаж в основном был занят магазинами, а на открытом пространстве под восточной частью зала еженедельно проводился рынок яиц и масла.
После Второй мировой войны Городским советом рассматривалось предложение о сносе таун-холла, но после кампании архитектора Альберта Ричардсона, выступившего против этого предложения, здание было масштабно отремонтировано. Во время проводившегося в 1947 году ремонта Чарльз Поттс изготовил новые башенные часы, которые играют на колоколах Вестминстерский звон. 10 июля 1956 года отреставрированное здание вместе с Ричардсоном осмотрела королева Елизавета II в сопровождении герцога Эдинбургского.
Таун-холл служил местом собраний Совета боро Берик-апон-Твид, пока он не был упразднён в апреле 2009 года, а затем стал местом встреч Городского совета Берик-апон-Твид.
Среди произведений искусства в таун-холле находится портрет Роберта Хоума, городского служащего середины XIX века, авторства бывшего президента Королевской шотландской академии Дениэла Макни.

## Колокола
На башне над зданием имеется перезвон из восьми колоколов и набатный колокол. Мастера Лестер и Пак из Уайтчепелской колокольной литейни отлили теноровый, третий, четвёртый и тройной колокола в 1754 году, а пятый и шестой колокола — в 1759 году. Чарльз Карр из Сметика отлил второй и набатный колокола в 1894 году. Мастера Мирс и Стейнбанк из Уайтчепелской колокольной литейни отлили седьмой колокол в 1901 году.